# Белфорд-Рошу
Белфорд-Рошу (порт. Belford Roxo) — город и муниципалитет в Бразилии, входит в штат Рио-де-Жанейро. Составная часть мезорегиона Агломерация Рио-де-Жанейро. Входит в экономико-статистический микрорегион Рио-де-Жанейро. Население составляет 480 555 человек на 2007 год. Занимает площадь 79,791 км². Плотность населения — 6022,7 чел./км².

## История
Город основан 3 апреля 1990 года.

## Статистика
- Валовой внутренний продукт на 2005 год составляет 2 989 323 миллионов реалов (данные: Бразильский институт географии и статистики).
- Валовой внутренний продукт на душу населения на 2005 год составляет 6220,56 реалов (данные: Бразильский институт географии и статистики).
- Индекс развития человеческого потенциала на 2000 год составляет 0.742 (данные: Программа развития ООН).

## География
Климат местности: горный тропический.